# Конституционный комитет
Конституционный комитет — органы конституционного надзора:

## в Германии
- Один из комитетов Немецкого национального собрания, сформированный им из числа его депутатов (председатель - Конрад Хаусман от Немецкой демократической партии) для составления проекта Конституции.
- Комитет Парламентского совета для составления проекта Основного закона, сформированный им из числа его членов.
- Один из комитетов Немецкого народного совета, сформированный им из своего состава из числа членов фракций (от 1 до 4 от каждой, в среднем по 2-3), для составления проекта конституции. Состоял из председателя (Отто Гротеволь[1]), заместителя председателя (Рейнгольд Лобеданц) и 21 члена.
- В восточных землях Германии в 1949—1968 гг. и в 1990 г., состоял из председателя, заместителя председателя, членов, избиравшихся нижней палатой парламента пропорционально размеру её фракций, на срок её полномочий, трёх членов верховного суда и трёх преподавателей конституционного права, а при разбирательстве между республикой и землями о соответствии земельных законов республиканским, также и из трёх членов верхней палаты. Вопрос о конституционности закона могли поставить треть депутатов нижней палаты парламента, верхняя палата, её президиум, президент, правительство. Мог ставить вопрос перед нижней палатой вопрос об отмене закона противоречащего конституции[2].

## во Франции
Во Франции в 1946—1958 гг. 7 членов избиралось нижней палатой, 3 верхней палатой, пропорционально размеру фракций, по должности в него также входили председатели палат и Президент который по должности являлся председателем комитета. Вопрос о конституционности закона могли поставить Президент или председатель верхней палаты. Мог объявить закон принятый нижней палатой «изменяющим конституцию».

## в Египте
В Египте в 2013 году был создан Конституционный комитет

## в Карелии
- http://www.gov.karelia.ru/LA/Committee/constitutional.html

## в Швеции
В Швеции - комитет Риксдага по конституционному законодательству